# Литвинович Іван Володимирович
Іван Володимирович Литвинович (біл. Іван Уладзіміравіч Літвіновіч; нар. 26 червня 2001 року, Вілейка, Білорусія) — білоруський батутист, чемпіон Олімпійських ігор 2020 и 2024 років, чемпіон світу в командному заліку та срібний призер в особистому заліку (2019). Майстер спорту міжнародного класу Республіки Білорусь.

## Біографія
Іван Литвинович народився 26 червня 2001 року в Вілейці.
Мати — Тетяна Олександрівна — майстер спорту СРСР зі спортивної акробатики, тренер зі стрибків на батуті у Вілейській СДЮШОР.
З п'яти років займався акробатикою, з восьми років перейшов на стрибки на батуті. Першим тренером був Петро Зайцев. Потім тренувався під керівництвом тренера Ольги Власової.
Закінчив середню школу № 1 і Вілейський державний коледж за спеціальністю автослюсар. Навчається в Білоруському державному університеті фізичної культури.
Навесні 2021 року підписав лист «за мир і згоду» і із закликом «покласти край зазіханням на білоруський спорт ззовні», що носить провладний характер.

## Спортивна кар'єра
У квітні 2018 року на чемпіонаті Європи в Баку взяв золото в юніорському розряді. У жовтні 2018 року на III Юнацьких Олімпійських іграх у Буенос-Айресі Іван посів 4 місце.
У 2019 році на чемпіонаті світу в Токіо Іван взяв срібну медаль в індивідуальному заліку і золоту медаль в командному.
У лютому 2020 року на першому етапі Кубка світу в Баку Іван взяв срібну медаль в індивідуальному заліку.
На чемпіонаті Європи 2020, перенесеного в Сочі на 2021 рік, взяв золоту медаль в командному заліку, в індивідуальному заліку посів 22 місце.
У 2021 році на Олімпійських Іграх в Токіо завоював золоту медаль в індивідуальному заліку.
Завоював квоту на Олімпійські ігри 2024 року завдяки своїм результатам у серії Кубків світу 2024 року. У червні Міжнародний олімпійський комітет затвердив його як індивідуального нейтрального спортсмена.